# Toto Sudarto Bachtiar
Toto Sudarto Bachtiar (ur. 12 października 1929 w Palimanan, zm. 9 października 2007 w Cisaga) – indonezyjski poeta i tłumacz.

## Wczesne życie i edukacja
Sudarto Bachtiar urodził się 12 października 1929 roku w Palimanan, położonym w regionie kabupaten Cirebon na wyspie Jawa. Jego edukację rozpoczął w Hollandsch-Inlandsche School (HIS) w Banjarze, co dawało mu wczesne poznanie języka i kultury zachodniej. Następnie uczęszczał do szkoły rolniczej w Tasikmalaya, a później kontynuował naukę w Meer Uitgebreid Lager Onderwijs (MULO) w Bandungu. Jego dalsza edukacja została związana z studiami prawniczymi – ukończył studia na Wydziale Prawa Uniwersytetu Indonezyjskiego. Choć początkowo wybrana ścieżka kształcenia sugerowała karierę prawniczą, Bachtiar szybko odkrył swoją pasję do literatury.

## Działalność literacka
Sudarto Bachtiar zdobył uznanie jako jeden z wybitnych indonezyjskich poetów okresu powojennego. Jego twórczość charakteryzuje się głębokim humanizmem, refleksją nad losem jednostki w kontekście przemian społeczno-politycznych oraz poszukiwaniem tożsamości narodowej. Wśród najbardziej znanych jego wierszy znajdują się m.in. „Pahlawan Tak Dikenal”, „Gadis Peminta-minta”, „Ibukota Senja” oraz utwory tematyczne poświęcone idei niepodległości – „Kemerdekaan”, „Ode I”, „Ode II” i „Tentang Kemerdekaan”. Jego poetycki język, bogaty w metafory i symbolikę, wpłynął na rozwój współczesnej literatury indonezyjskiej, a utwory Bachtiara często analizowane są pod kątem wyrazistości emocjonalnej oraz społecznej wrażliwości.

## Praca tłumacza
Oprócz własnych kompozycji, Bachtiar zasłynął jako tłumacz literatury obcej na język indonezyjski. Jego przekłady odegrały ważną rolę w popularyzacji zachodniej literatury w Indonezji. Do najbardziej znanych tłumaczeń należą:
Pelacur – adaptacja dzieła Jean-Paul Sartre (1954),
Bayangan Memudar – przekład utworu Breton de Nijs (1975),
Pertempuran Penghabisan – tłumaczenie dzieła Ernesta Hemingwaya (1976),
Sanyasi – przekład literatury Rabindranatha Tagore (1979).
Jego prace tłumaczeniowe wyróżniały się zarówno wiernym oddaniem treści oryginału, jak i dostosowaniem języka do specyfiki kultury indonezyjskiej. Dzięki temu Bachtiar umożliwił czytelnikom dostęp do światowych trendów literackich, co miało znaczący wpływ na rozwój literatury w kraju.